# Борго Флора (Латина)
Борго Флора је насеље у Италији у округу Латина, региону Лацио.
Према процени из 2011. у насељу је живело 539 становника. Насеље се налази на надморској висини од 42 м.